# قط حبشي
ينتمي القط الحبشي (بالإنجليزية: Abyssinian cat)‏ أو اختصارا Abys' إلى واحدة من سلالات القطط المنزلية ذات الشعر القصير. سميت هذه القطط بهذا الاسم نسبة إلى الحبشة (إثيوبيا، حاليا)، نظرا للاعتقاد الشائع بكونها قد تكون مكانا لنشأة هذه السلالة. ظاهريا، يتميز القط الحبشي بعطف مرقط فريد، يمتاز بألوان مميزة مختلفة.
القطط الحبشية هي واحدة من أقدم أنواع الحيوانات المدجنة، والتي تعايشت مع البشر على مر التاريخ، حيث عثر علماء الآثار في الأضرحة المصرية القديمة على بقايا قطط محنطة تحمل نفس سمات السلالة الحديثة. على الرغم من التهميش النسبي الذي تعرضتله في الماضي مقارنة بالسلالات الأخرى، إلا أن القطط الحبشية تصنف حاليا من بين أكثر خمس سلالات قطط شعبية حول العالم.
بفضل مظهرها الخارجي المميز، سواء من حيث الطول والجسم النحيل والمتناسق ولون فرائها المميز مقارنة بالقطط الأخرى، يتم غالبا تشبيهها بمظهر عارضات الأزياء البشرية. من ناحية السلوك والذكاء، تظهر هذه القطط نشطة وفضولية حيث تتبع في غالب الأحيان مالكيها وتحثهم على اللعب، لذلك ينظر إلى القطط الحبشية على أنها مثابة «مهرجي مملكة القط». تتميز هذه السلالة أيضا بخصائص وسلوكات شبيهة بالكلاب على غرار إظهار إحساس المودة والرغبة في التفاعل.

## تاريخ

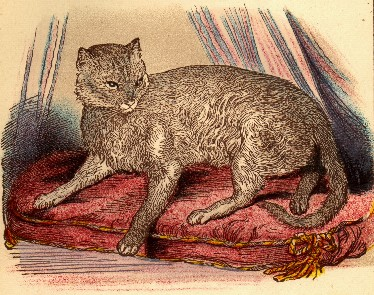
لوحة للقط "زولا" أول قط حبشي معروف، تم جلبه إلى بريطانيا العظمى من الحبشة.

بخلاف الاعتقاد الشائع، فإن أصل سلالة القطط الحبشية ليس هو الحبشة الذي تستمد اسمها منه، ولا حتى مصر التي وجدت بها أثار تثبت وجودها فيها منذ القدم، بل المرجح أن منشأها الأصلي هو جنوب شرق آسيا، على طول حافة المحيط الهندي بين سنغافورة وسيريلانكا. ومع ذلك، قد تكون هذه القطط منحذرة من عرق أفريقي قديم. حيث يمكن أن يكون القط الحبشي هو وريثا للقط المقدس لمصر القديمة.
أول قطة من هذه السلالة أدخل إلى أوروبا كان القط «زولا»، وهو ذكر، جلب من الحبشة (إثيوبيا حاليا) بحلول سنة 1868 من قبل المارشال السير روبرت نابير، وهو دبلوماسي إنجليزي كان في مهمة إلى أديس أبابا (عاصمة الحبشة). ولهذا السبب سميت هذه السلالة بالحبشية. حيث أن سلالة القط زولا القادم من الحبشة كانت حينها جديدة ولايوجد لها مثيل، لذلك أطلق عليها اسم البلد الذي جلبت منه.
تم تاريخيا توطين وتثبيت هذا السلالة وتحسينها في إنجلترا. أتقن المربون ذلك من خلال تهجينه مع القط البريطاني قصير الشعر، وعملوا بشكل خاص على الحصول على شكل ظاهري رفيعة وتحسين المعطف. الشئ الذي دفع بتسمية القط الحبشي لاحقا باسم «القط الأرنب» (بالإنجليزية: bunny cat)‏، بسبب معطفه الشبيه بمعطف الأرنب البري.
بعد بضع سنوات من التهجين، تم عرض القط الحبشي لأول مرة في كريستال بالاس في لندن سنة 1871. بعد إحدى عشر سنة وبالضبط في سنة 1882 تم التعرف أخيرا على السلالة خارج بريطانيا العظمى. بوصول سنة 1889 تم وضع معايير تحكيم تخص هذه السلالة والأمور المحيطة بها. لكن سرعان ما أوشكت هذه السلالة على الإنقراض بحلول السنوات الأولى من القرن العشرين.
بحلول سنة 1909، وصل القط الحبشي أخيرا إلى الولايات المتحدة، لكنه لم يحظى بشعبية هناك حتى ثلاثينيات القرن الماضي، سبق ذلك الاعتراف رسميا بالسلالة من قبل رابطة محبي القطط الأمريكية سنة 1917.
الفرنسيون من جانبهم، لم يكتشفو السلالة إلا سنة 1927 عندما اعترف الاتحاد الفرنسي للقطط أخيرا بهذ السلالة. أول ناد مكرس للقطط الحبشية يسمى «نادي القط الحبشية». في فرنسا، يصدر بشكل دوري كتيب نصف شهري بعنوان «الحبشي بوم»، يتتبع الأنشطة المختلفة لمربي القطط الحبشية. عرفت وثيرة تكاثر القطط الحبشية في في القارة الأوروبية خلال سنوات الحرب العالمية الأولى تباطأ ملحوظا لكنه سرعان ما استؤنف بعدها.
على مر التاريخ عرفت سلالة القطط الحبشية تطورا سريعا ومستمرا، حتى باتت اليوم خامس أكثر سلالات القطط شعبية في أمريكا الشمالية وهي على وجه الخصوص واحدة من السلالات العشر المفضلة في الولايات المتحدة. إلى غاية اليوم، تستمر هذه السلالة في التطور، سواء من حيث الشكل الخارجي أو شكل الرأس.

## المواصفات

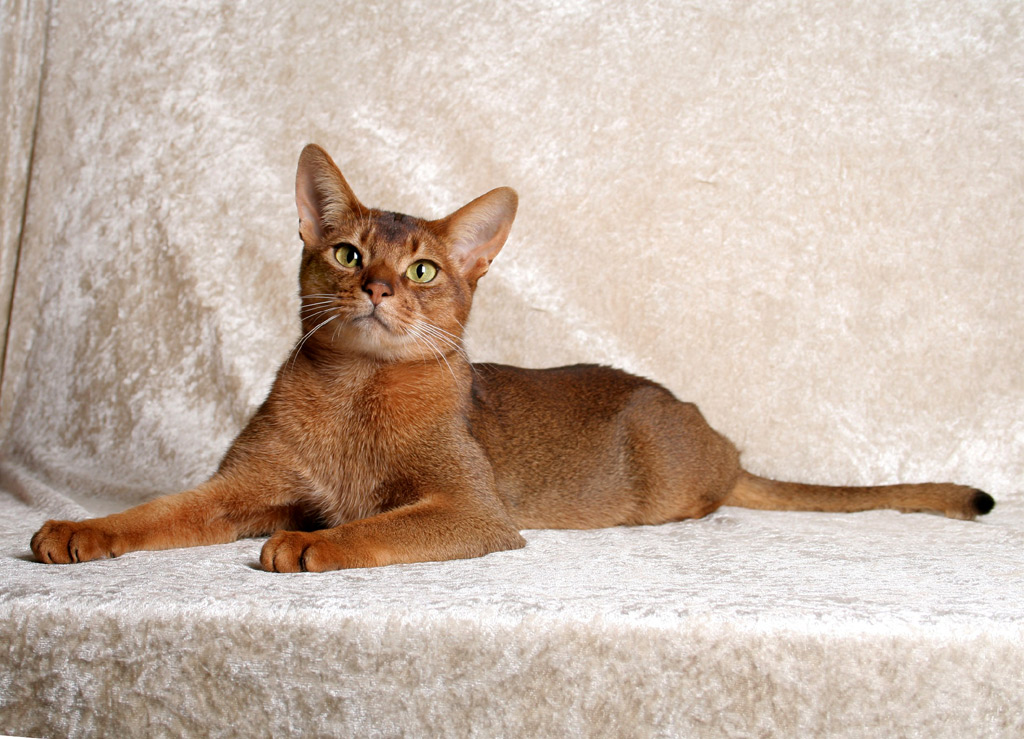
كما في الصورة، قد يشبه فرو القط الحبشي فرو الأرنب البري.

غالبا ما يشار للقط الحبشي على أنه «الشكل المصغر» لأسد الجبال أو يتم مقارنته بالقط البري بسبب مظهره. تزن القطط الأنثى مابين 2,5 إلى 4 كيلوغرام، والذكور من حوالي 3,5 إلى 5 كيلوغرام في المتوسط.

### الجسم
للقط الحبشي جسم نحيل، بعظام رفيعة وجم جسم متوسطة إلى طويل. من حيث الأداء الحركي، فهو رشيق ومرن مع قوة عضلية جد متطورة. عند لمس اطراف القط، يمكن الشعور بوجود هذه العضلات. النوع المثالي هو مزيج بين الجسم الصغير المتناسق والجسم النحيف. يتم أخذ النسبة والتوازن العام في الاعتبار أكثر من الحجم. الصدر مستدير قليلا، والظهر مقوس بشكل طفيف مع خصر رفيع. مع أقدام صغيرة مضغوطة وبيضاوية نوعا ما. عند الملاحظة، يبدو وكأن القطة تقف على رؤوس أصابعها فقط.

### الرأس
يتموضع رأس القط الحبشي في نهاية عنق طويل. يأخذ الرأس شكل مثلث مع استدارات خفيفة، بدون خطوط مستقيم. يتكون رأس القط الحبشي من منحنيات طفيفة على مستوى: الجبهة والأنف والجمجمة والمطم. من الملاحظ ضمن نفس السلللة وجود شكلين للرأس؛ القط الحبشي الإنجليزي الذي له رأس ممدود نوعا ما (النوع الشرقي) والقط الحبشي الأمريكي الذي يمتاز برأس مستدير.
يتميز القط الحبشي بعيون لوزية الشكل، كبيرة، لامعة ومعبرة. تأخذ العيون لونا موحدا بندقي وأخضر بجميع تدرجاته. تكون الجفون محاطة بدائرة سوداء، مع خط غامق على العين فوق اللون الأساسي للمعطف، مما يعطي الانطباع بأن القطط الحبشية تضع مكياج.
الأذنان كبيرتان، متباعدتان وموجهتان للأمام. الشئ الذي يجعل من القط يبدوا وكأنه في حالة تأهب. تأخذ الأذن شكل كأس مع قاعدة واسعة. يكون الشعر على الأذنين قصيرا جدا ومائلا، مع علامات لونية واضحة. يسعى بعض مربي القط الحبشي إلى تنمية خصلة شعر عند أطراف الأذنين شبيهة بتلك التي عند الوشق.

### الفراء

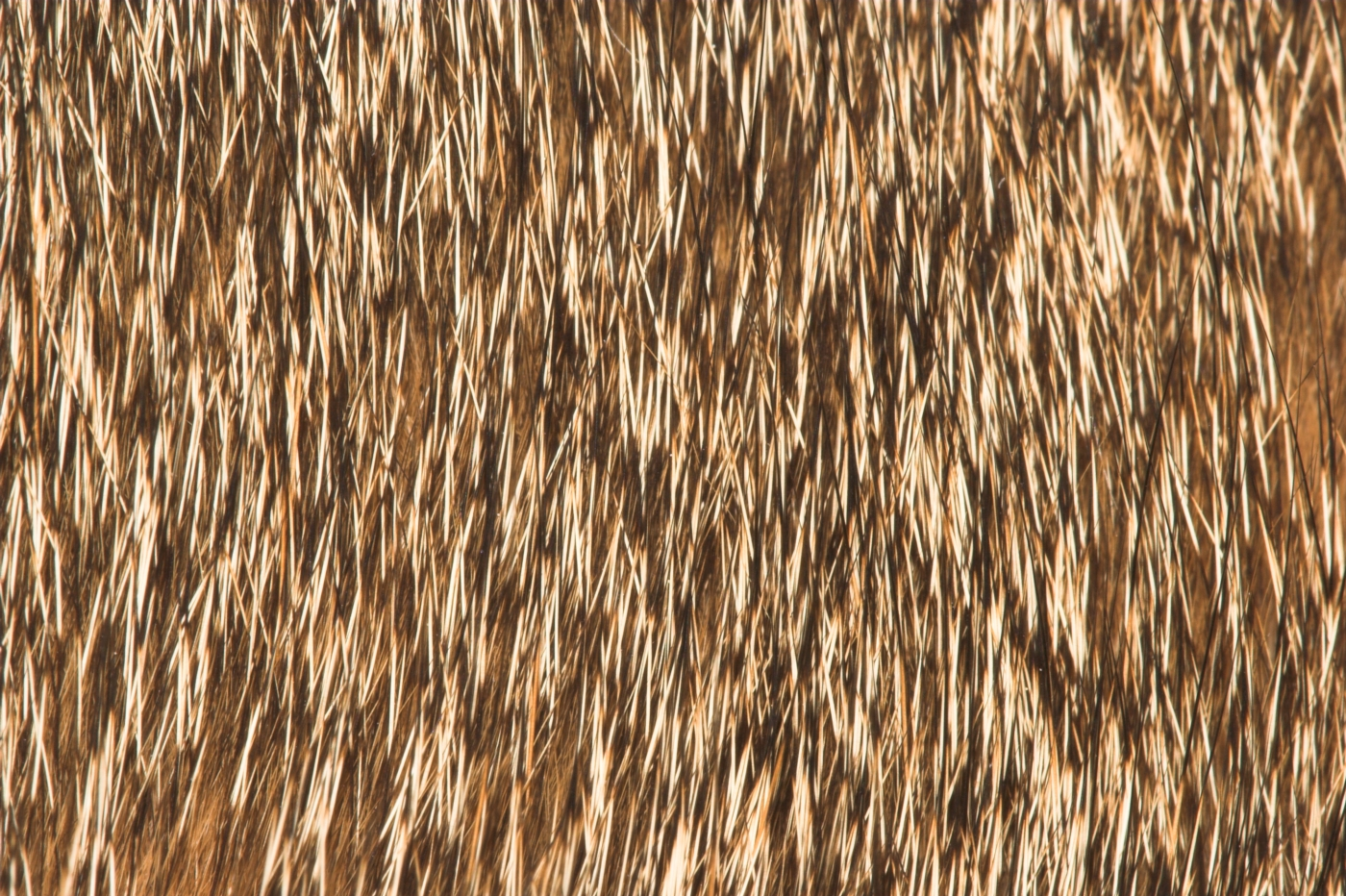
صورة مقربة لمقطع من فرو قط حبشي.

تتسم فراء القط الحبشي عمومًا بأنها قصيرة، ذات نمط لوني مميز يكون فيه لكل شعرة خطين من التعليم (علامة). يتوزع شعر فراء القط الحبشي على جسمه بأحجام متفاوتة فهو أطول قليلا من جهة العمود الفقري، ويقصر تدريجيًا باتجاه الجانبين والساقين والرأس.
الفرو لامع، ناعم الملمس، مرن عند اللمس ومسطح على الجسم. مع طبقة تحتية لا صوفية ولا رمادية من حيث المظهر. لون وجودة معطف القط الحبشي هما أهم نقاط قوة هذه السلالة. هناك العديد من الألوان الأخرى، لكن النمط التابي المعلَّم يظل هو الشائع. فقط الشعر الموجود على البطن والصدر والرقبة وداخل الكفوف لا يتوفر على علامات وهو باللون الأساسي للقط. لون العمود الفقري والذيل أغمق قليلا من لون باقي الجسم، بينما يصبح اللون أفتح على الذقن وأعلى الرقبة.
في المجموع هناك ما يعادل 28 نمطا لونيا للقط الحبشي، من بينها:
- النمط الأرنبي (العادي أو المتورد): وهو اللون الأصلي والأكثر شيوعا في هذه السلالة والذي يعطي معطفا شبيها بمظهر الأرنب البرى، والذي أكسب القط الحبشي اسم «القط الأرنب» الذي استعمل لوصف أولى سلالاته في بريطانيا العظمى. يتكون لون الشعر من شرائط ثنائية اللون متناوبة تسمى الأنماط التاكية (المعلَّمة)، لون برتقالي أصفر مائل للحمرة والبياض بالقرب من الجلد، وبني غامق أو أسود في نهايات الشعر؛ كلما زاد عدد الأشرطة الموجودة في الشعر، كلما كان اللون أكثر دقة. يكون البطن بلون مشمشي عادي. أما الحلق والرقبة فتكون بلون أخف (كريمي) غير الأبيض.[12]
- النمط السوريلي (لون القرفة): هو لون دافئ جدا، ناري، دقيق قريب من لون النمط اللوني لأسد الجبال؛ وهو مزيج بين الأشرطة الصفراء المائلة للون المشمشي البرتقالي، متداخل مع أشرطة من البني أو الأصفر الغامق المائل للحمرة والبياض يعطي لفرو القط الحبشي لمسة خاصة. طرف الذيل ومنطقة العين هي الأخرى من اللون السوريلي، فيما علامات الإبهام على الأذنين والبطن وداخل الساقين والجانب السفلي من الذيل تكون باللون البرتقالي المشمشي.

أما جلد الأنف فهو من اللون الآجوري المحاط باللون البني أو الأصفر المائل للحمرة. لا تمتلك القطط الحبشية ذات اللون السوريلي، بأي شكل من الأشكال تلك الجينات التي تعطي اللون الأحمر والكريمي الذي تمتاز به القطط المنزلية.
- أنماط لونية أخرى: يمكن لفرو القط الحبشي أن يأخد مجموعة من الألوان الأخرى، مثل اللون الخمري واللون الكريمي والبني الشوكولاتي والزنبقي إضافة إلى اللون الفضي الأبيض اللامع المائل للبرتقالي الغامق وأيضا النمط اللوني الذبلي.[13]

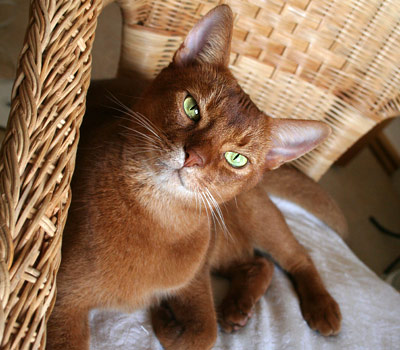
قط حبشي بفرو باللون السوريلي (لون القرفة).
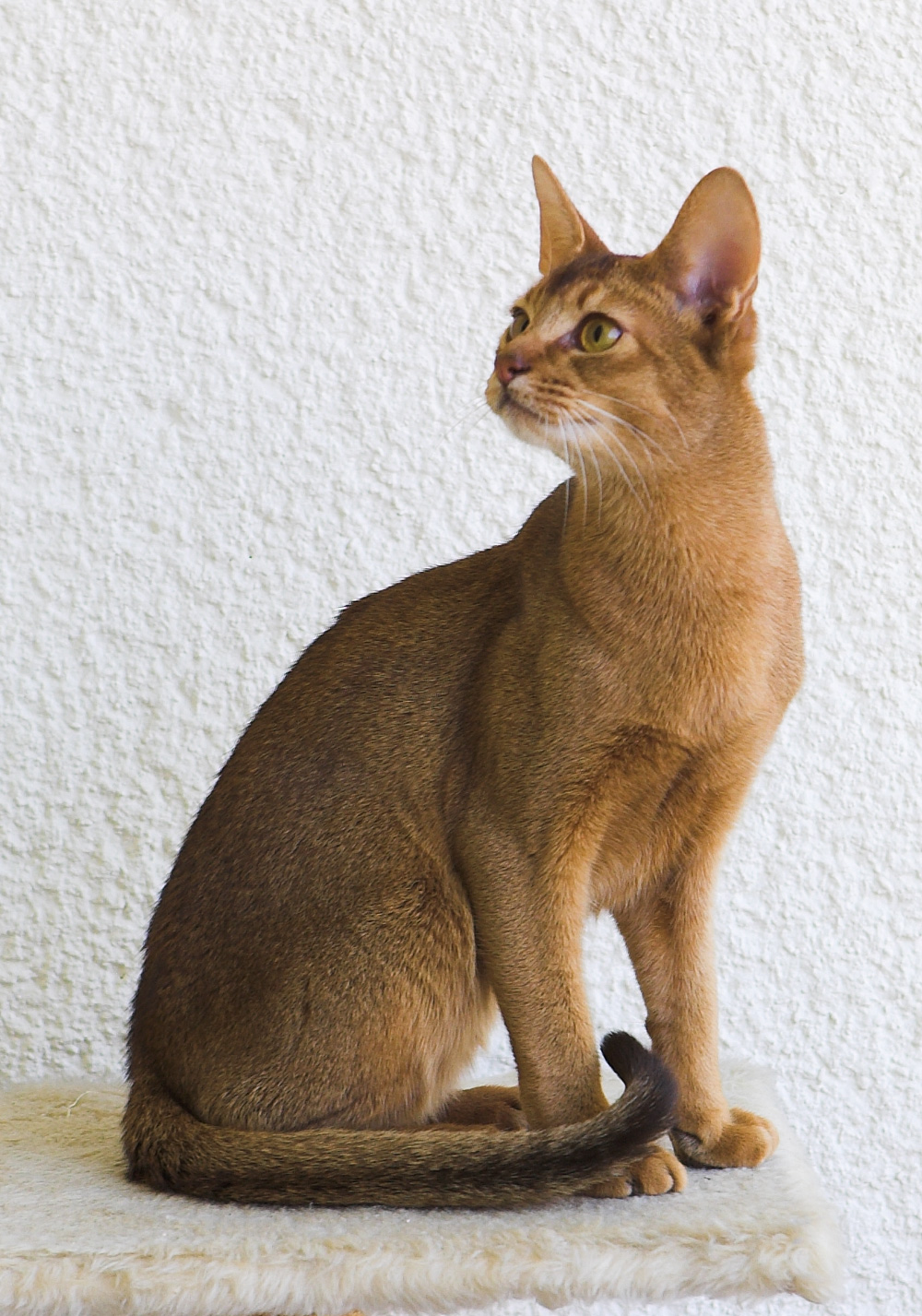
قط حبشي ذي فرو باللون الشكولاتي.
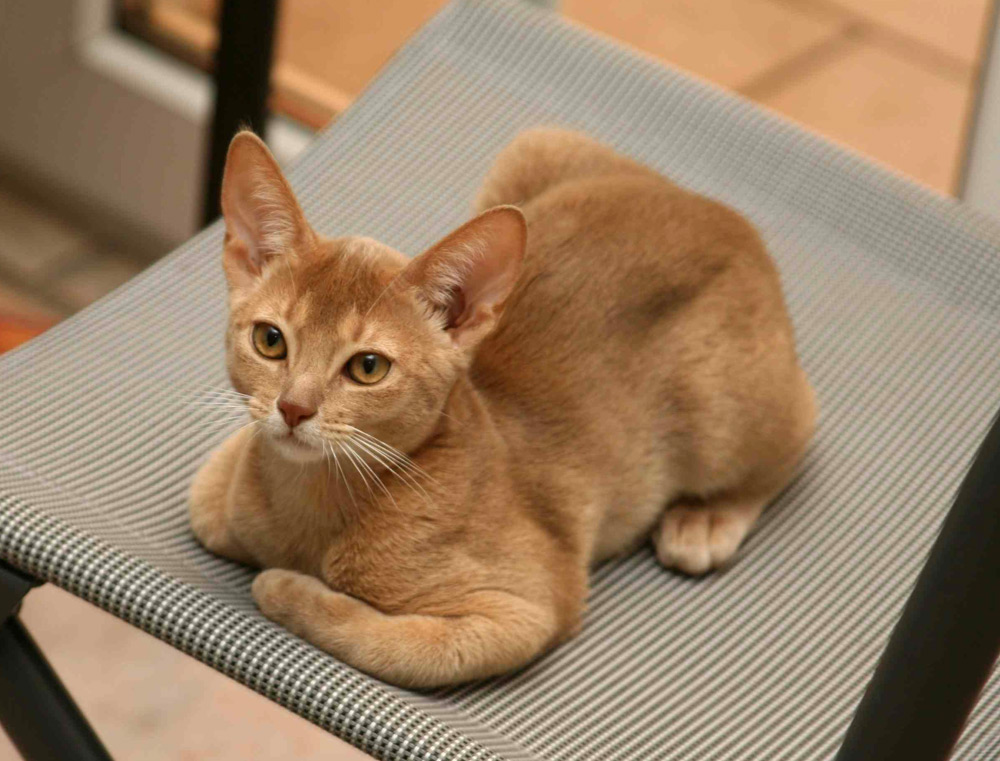
حبشي أصهب اللون.
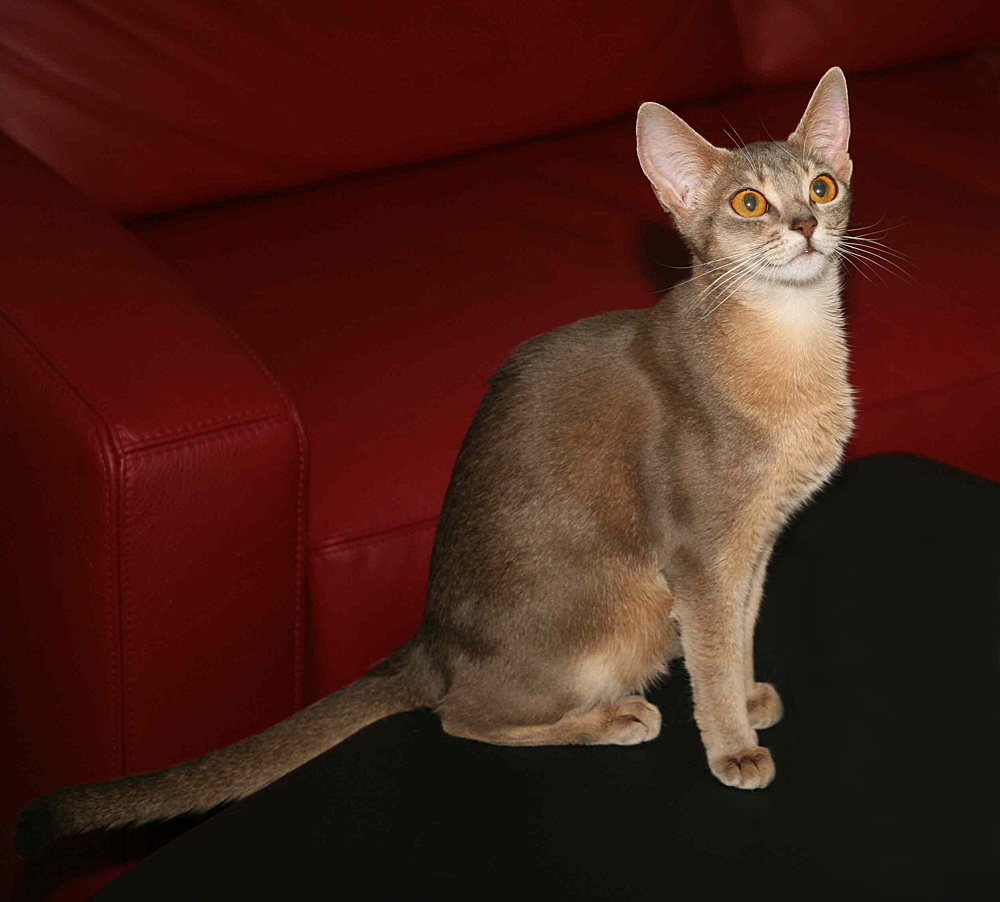
قط حبشي باللون الأزرق الرمادي.

## السلوك
تتسم القطط الحبشة بشعبية واسعة بسبب شخصيتها المتميزة والمتطورة التي تمتاز بذكاء غير عادي. القطط الحبشية هي أيضا قطط فضولية وحيوية للغاية لدرجة الاضطراب، حيث تلاحظ بشكل دائم في حالة حركة. هي أيضا تشاركية وتحب اللعب مع البشر والعيش مع القطط الأخرى، لذلك لا ينصح المتخصصون بإبقائها بمفردها؛ يقال إنها يمكن أن تصاب بالاكتئاب دون نشاط مستمر وفي حالة عدم اهتمام أصحابها بها. كتب الطبيب البيطري جوان جوشوا أن الارتباط الذي تبنيه القطط الحبشية والبورمية مع مالكيها يجعل هتين السلالتين أكثر اعتمادا على الاتصالات البشرية. الشئ الذي يتعارض مع مجرد «القبول المتسامح للمجتمع البشري» مقابل الحصول على «الراحة» الذي تظهره العديد من السلالات الأخرى.
نظرا لاهتمامها المستمر باللعب مع أصحابها، والفضول التي تظهره، تعرف القطط الحبشية باسم "مهرجي مملكة القطط. بالرغم من ذلك وعلى عكس طبيعتها النشطة والمنفتحة، إلى أنها تميل إلى أن تكون قطط هادئة. حيث يظهر ذلك جليا من خلال صوت موائها المحتشم.
يمكن للقطط الحبشية عند العيش مع القطط الأخرى أن تحتل موقعا مهيمنا، لكنها تبقى في غالب الأحيان إجتماعية. هناك العديد من الحالات المعروفة التي شوهدت فيها أمهات القطط الحبشية وهي تقوم بتربية ذريتها معا.

## التربية

### التكاثر
تضع أنثى القطط الحبشية عند كل توالد في المعدل حوالي 3 قطط صغيرة كل المرة، وهي نسبة منخفضة جدا مقارنة بمعظم سلالات القطط المحلية الأخرى، التي تضع في المرة الواحدة ما يقرب من 5 قطط صغيرة. مباشرة بعد الولادة، تكون القطط ذات لونين، داكنة وفاتحة. يبدء لون المعطف المميز للقطط الحبشية بالظهور ابتداء من عمر ستة أسابيع. لتكتسب لونها النهائي بعد عام أو عام ونصف.

### الصحة
يمكن أن تكون سلالة القطط الحبشية عرضة لالتهاب اللثة، مما قد يؤدي إلى التهاب خطير في دواعم السن. يمكن ان تتعرض هذه السلالة كذلك لأمراض وراثية معينة، من قبيل نقص البيروفات كايناز وضمور الشبكية التدريجي المؤدي للعمى بسبب حصول طفرات في جين ال rdAc. ومع ذلك، فقد لوحظ انخفاض في معدل انتشاره من 45 في المائة إلى أقل من 4 في المائة سنة 2008 في دولة السويد. بالإضافة ذلك هناك أيضا الداء النشواني  الذي يصيب القطط؛ وهو مرض وراثي يؤدي إلى الترسب التدريجي لمادة الأميلويد في الجسم، مما يؤدي إلى حدوث فشل كلوي لا رجعة فيه. هدد هذا المرض السلالة لعدة سنوات لأنه لا يوجد للأسف اختبار فحص يمكن من اكتشافه، والأعراض التي تظهر متأخرة (بعد سن 5 سنوات) صعب من الكشف عن المرض عند هذه للسلالة. ومع ذلك، فإن تحذير المربين الذين أجروا تشريحا لجثث القطط التي قضت بسبب الفشل الكلوي أو في ظل ظروف مشبوهة سمح بتراجع المرض.
في ظل ظروف عادية، يمكن أن يتراوح متوسط العمر المتوقع عند القطط الحبشية بين 13 إلى 16 سنة.
تتعرض القطط الحبشية لأمراض وراثية معينة، من قبيل نقص البيروفات كايناز وضمور الشبكية التدريجي، بالإضافة إلى الداء النشواني الذي يصيب القطط. وهو مرض وراثي يؤدي إلى الترسب التدريجي لمادة الأميلويد في الجسم، مما يؤدي إلى حدوث فشل كلوي لا رجعة فيه. هدد هذا المرض السلالة لعدة سنوات لأنه لا يوجد للأسف اختبار فحص يمكن من اكتشافه، والأعراض التي تظهر متأخرة (بعد سن 5 سنوات) صعب من الكشف عن المرض عند هذه للسلالة. ومع ذلك، فإن تحذير المربين الذين أجروا تشريحا لجثث القطط التي قضت بسبب الفشل الكلوي أو في ظل ظروف مشبوهة سمح بتراجع المرض.

### الجينات
يتوفر القط الحبشي على جين يدعى Ta. يرمز الحرف T إلى tabby أو التابي (نمط لوني) و a إلى Abyssinian أو حبشي. وهو جين خاص بالقط الحبشي، لكن يمكن العثور عليه أيضا عند القط الصومالي وقط سنغافورة. القط الصومالي هو في الواقع سلالة ناتجة عن تزاوج مع القط الحبشي. أما بالنسبة لقط سنغافورة، فحتى لو كان لها نفس الجين الذي لدى القط الحبشي، فلا يمكن الجزم بكون قط سنغفورة نتج عن عملية تزاوج مع القط الحبشي.
في الموقع الكروموسومي الذي يوجد فيه جين Ta، قد يكون للأجناس الأخرى جينين آخرين هما: جين tb الذي يعطي الخطوط العريضة، أو الجين T الذي يعطي الخطوط الضيقة.
وهكذا، عندما يتزاوج القط الحبشي مع قط ذي فرو رخامي (خطوط عريضة)، ستحصل السلالة الناجة على معاطف ذات علامات (سمة القط الحبشي) لأن الجين Ta سوف يكون مهيمنا على الجين tb. ولكن عندما يتزاوج القط الحبشي مع قط يحمل خطوط ضيقة، فإننا سنحصل على قط ذي معطف حبشي سيئ يظهر عليه خطوط واسعة النطاق إلى حد ما على خلفية معلَّمة، الشئ الذي يدل على أن Ta ليس مهيمنا بشكل كامل على جين T.

## القط الحبشي في الغن والتاريخ

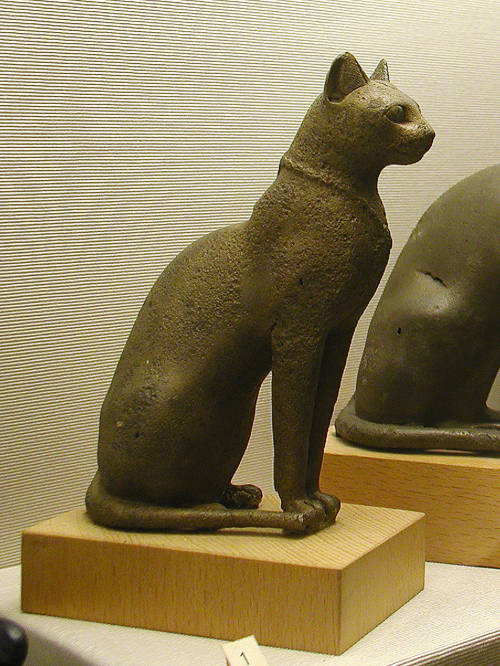
تمثال قط من مصر القديمة يضهر عليه نفس سمات السلالة الحديثة للقط الحبشي

يشبه القط الحبشي تمثيلات القطط في الأثار المصرية القديمة. مع ذلك، لم يتم إثبات ما إذا كانت سلالة القطط الحبشية هي نفسها التي تظهر في تلك الرسومات والمنحوتات الأثرية. قد يكون هذا التشابه نتيجة للعمل الذي قام به مربوا هذه السلالة حتى تطورت وصارت على ما عليه الآن، لكن حتى هذه الحقيقة لا يمكن تأكيدها.
يُعرف القط الحبشي أيضا باسم «قطة النيل الأزرق»، الشئ الذي يعزز من فرضية انحداره من أصول إثيوبية.